# Aeritalia G.222
Aeritalia G.222 (ранее Fiat Aviazione, позднее Alenia Aeronautica ) — военно-транспортный самолёт с укороченным взлётом и посадкой.
Он был разработан в соответствии с Основными военными требованиями НАТО 4; соответственно, изначально он был спроектирован с подъëмными двигателями для возможности вертикального взлета и посадки, но они никогда не устанавливались на серийные самолеты. Более широких производственных контактов с НАТО у Италии еще не было, но она была заинтересована в поддержке отечественного транспортного самолета и оформила заказ на него в более традиционном варианте. После принятия на вооружение ВВС Италии в апреле 1978 года этот самолет вскоре доказал свою способность выполнять операции с небольших и сложных аэродромов, особенно в гуманитарных миссиях.
В 1980-х и 1990-х годах самолëтом заинтересовались различные экспортные заказчики. Первоначально попытки Ливии приобрести 20 самолетов G.222 оказались под санкциями Соединенных Штатов, однако позже ей всë-таки удалось приобрести вариант самолëта без оборудования американского производства. В 1990-х годах Соединенные Штаты приобрели 10 самолëтов G.222, получивших обозначение C-27A Spartan. В 2000-х годах, когда ВВС Италии вывели из эксплуатации свои оригинальные G.222 из-за их преклонного возраста, практиковался ремонт самолëтов с их последующей перепродажей другим странам. Таким образом, несколько самолëтов G.222 были отправлены в Афганистан во время гражданской войны.
В начале XXI века был разработан модернизированный вариант Alenia C-27J Spartan. Несмотря на то, что он сохранил многие аспекты оригинального самолëта, он оснащен теми же двигателями и многими системами, которые использовались на более крупном самолëте Lockheed Martin C-130J Super Hercules. Несколько операторов самолëтов G.222, включая ВВС Италии, приняли решение вывести свои самолëты из эксплуатации в пользу новых C-27J.

## Разработка

### Истоки
В 1962 году НАТО выпустило спецификацию для транспортного самолëта вертикального взлета и посадки (Основные военные требования НАТО 4), способного поддерживать рассредоточенные истребители того же типа Команда конструкторов Fiat под руководством Джузеппе Габриелли разработала проект, отвечающий этим требованиям, получивший обозначение G.222. Он должен был быть оснащëн двумя турбовинтовыми двигателями Rolls-Royce Dart и шестью-восьмью подъëмными двигателями Rolls-Royce RB162 для обеспечения возможности вертикального взлета и посадки. По данным Aeritalia, обозначение G.222 происходит от первой буквы имени главного конструктора самолета: первая цифра «2» указывает на двухмоторную компоновку, а число «22», стоящее после — на пересмотренные Основные военные требования НАТО 22, которым он был представлен.
Ни одно из предложений не привело к заключению контракта на производство. Однако ВВС Итали (AMI), которые в то время искали замену Fairchild C-119 Flying Boxcar, посчитали, что предложение Fiat Aviazione заслуживает внимания, и в 1968 году разместили заказ на два прототипа и планер для наземных испытаний. G.222 был существенно переработан по сравнению с заявкой НАТО: подъëмные двигатели  были полностью исключены, а обычные двигатели Dart были заменены парой двигателей General Electric T64, двухбалочное хвостовое оперение, представленное в концепции СВВП, также было исключено и заменено более традиционной конфигурацией с одним хвостовым оперением. Впоследствии новый самолëт не имел возможности вертикального взлëта и посадки, но сохранил значительные характеристики для коротких взлëта/посадки.

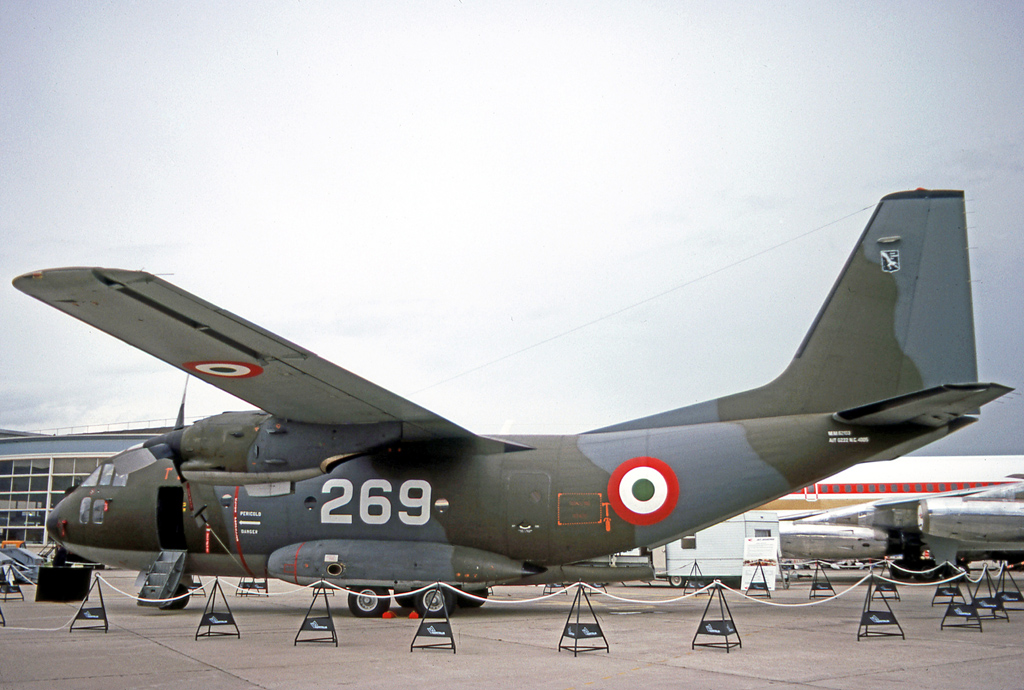
Опытный самолëт Fiat G.222TCM, представленный на Парижском авиасалоне 1977 года.

18 июля 1970 года первый прототип совершил первый полет под управлением лëтчика-испытателя Витторио Сансеверино . К концу апреля 1971 года прототип, как сообщается, совершил в общей сложности 22 полëта и налетал 50 часов, в течение которых его характеристики, как утверждалось, были весьма близки к прогнозам. В декабре 1971 года Военно-воздушные силы Италии, разместившие предварительный заказ на разрабатываемый тип, официально приступили к оценке G.222 и характеристик двух прототипов, находившихся на тот момент в эксплуатации. После успешных испытаний контракт на поставку 44 самолëтов для AMI был выдан компании Aeritalia (частью которой впоследствии стала компания Fiat Aviazione).  В декабре 1975 года первый серийный самолëт совершил свой первый полет. В апреле 1978 года этот же самолëт официально поступил на вооружение AMI. После его представления AMI, G.222 был закуплен в качестве тактического транспортного самолëта различными международными заказчиками, включая Аргентину, Нигерию, Сомали, Венесуэлу и Таиланд.
В декабре 1978 года компания Aeritalia приняла решение перенести окончательную сборку G.222 из Турина в Неаполь, после чего на этот тип было получено в общей сложности 44 заказа, и ежемесячно производился один самолëт. Производство было разделено между несколькими компаниями: фюзеляж изготавливался в Неаполе, центроплан изготавливалась компанией Piaggio, панели крыла изготавливались компанией Macchi, хвостовое оперение изготавливалось компанией SIAI-Marchetti, гондолы двигателей — компанией IAM, а двигатели T64 изготавливались по лицензии компаниями Alfa Romeo и Fiat.

### Дальнейшее развитие

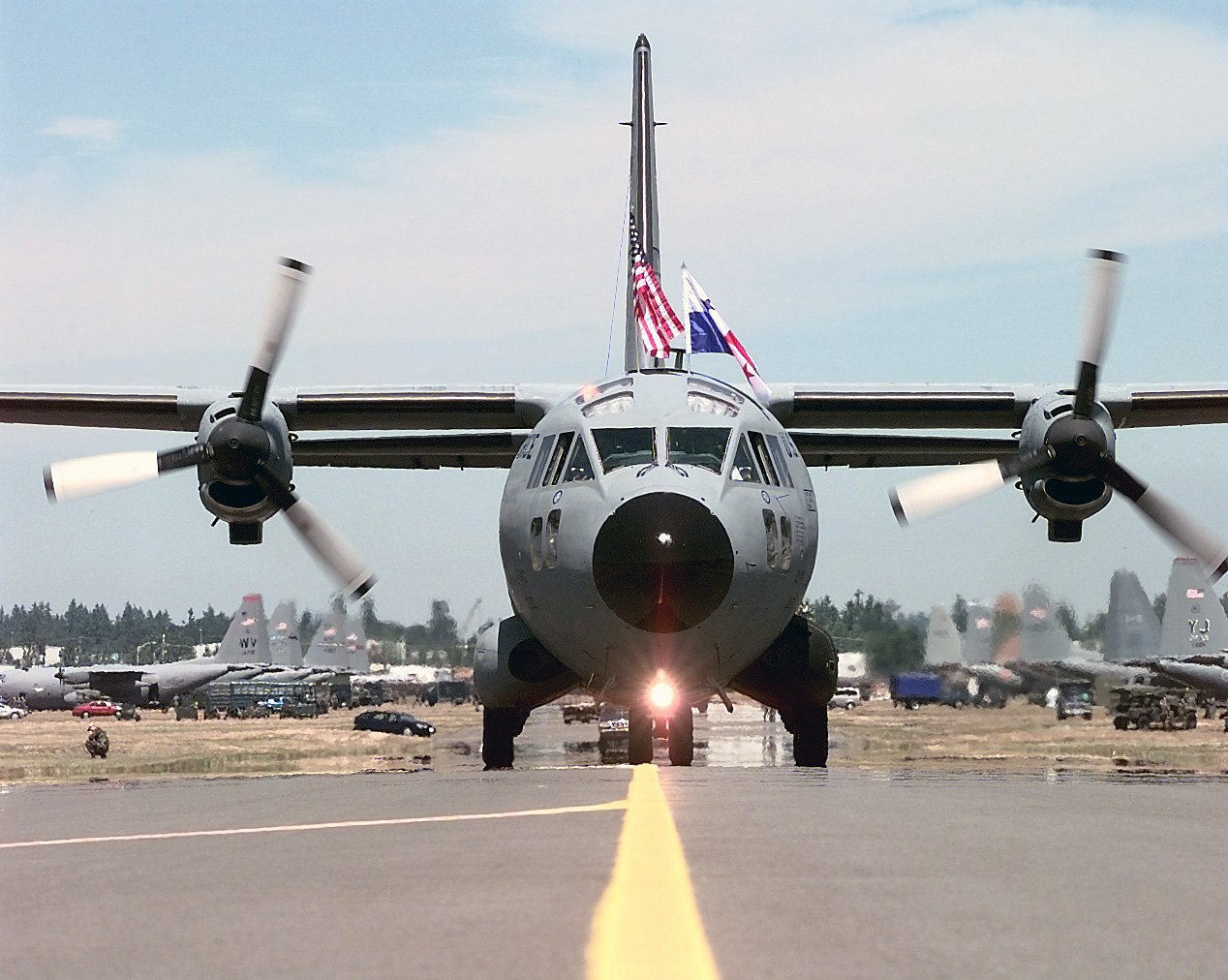
C-27A на рулении на авиабазе Маккорд, Вашингтон, 1998 г.

В 1977 году Ливия пыталась приобрести 20 самолëтов G.222, но на это наложило вето правительство США, наложившее эмбарго на поставки Ливии военного оружия и оборудования, в том числе двигателей T64 для самолëтов этого типа. Чтобы обойти это ограничение, Aeritalia разработала версию G.222, оснащенную двигателем Rolls-Royce Tyne, а другое поставленное из США оборудование было заменено европейскими эквивалентами. Более мощный двигатель Tyne, как сообщается, также обеспечил этому варианту превосходные характеристики «на большой высоте и в тепле». Предоставление альтернативных силовых установок рассматривалось Aeritalia как мера по расширению общей привлекательности G.222. Двигатель Tyne также обладал бо́льшим потенциалом роста, чем двигатель T64. В мае 1980 года первый самолëт G.222, оснащëнный двигателем Tyne, совершил свой первый полет. Ливия разместила заказ на 20 самолетëв с двигателями Tyne, поставки которых начались в 1980 году.
Чтобы продлить эффективный срок службы этого типа, некоторые операторы провели масштабные программы модернизации G.222. После итальянских гуманитарных миссий в Боснии и Сомали в 1996 году AMI начала проводить масштабную программу обновления своего парка G.222. Модификации включают изменения освещения кабины для совместимости с приборами ночного видения, что позволяет выполнять полеты в ночное время, повышение возможностей самообороны самолета, установку новых систем связи и навигации, а также удаление устаревшего оборудования. В июле 2005 года ВВС Нигерии подписали контракт на сумму 74,5 млн долларов с Alenia Aeronautica на восстановление в общей сложности пяти самолëтов G.222, а также на покупку одного списанного AMI.
В 1990 году ВВС США выбрали G.222 в качестве основы для «транспортного самолëта быстрого реагирования внутри театра военных действий» (RRITA). Десять самолëтов G.222, эксплуатируемых под обозначением C-27A Spartan, были приобретены и прошли модернизацию авионики компанией Chrysler Aerospace . Эти самолëты базировались на авиабазе Говард в Панаме. Позднее ВВС США избавились от своего парка самолëтов C-27A: отчасти из-за смены приоритетов между армией и ВВС, а так же из-за предстоящего введения более современного варианта — Alenia C-27J Spartan.